# ببرک ارغند
ببرک ارغند، نویسندۀ برون‌مرزی رئالیست، زاده افغانستان بود. وی در ۲۲ اوت سال ۲۰۱۹ میلادی درگذشت. ارغند از مهم‌ترین نویسندگان چپ دههٔ شصت افغانستان بود که با اندیشه رئالیسم-سوسیالیستی می‌نوشت. او عضو اتحادیۀ نویسندگان و عضو اتحادیۀ ژورنالیستان جمهوری افغانستان بود. ارغند اولین مدیر مسئول هفته‌نامۀ «درفش جوانان» و همچنین مجلۀ فرهنگی «وطن» بود. همچنین ببرک مدیر مسئول مجلۀ «زراعت دهقان» نیز بوده است. وی از سال ۱۳۵۹ تا سال ۱۳۷۰ در پست ریاست ترویج و تبلیغ وزارت زراعت، آبیاری و مالداری انجام وظیفه می کرده است.

## زندگی‌نامه
ببرک ارغند، دین نامدر سال ۱۹۴۹ میلادی در شهر کابل دیده به جهان گشود. مادرش خورشید و پدرش غلام محی‌ال داشت. زادگاه پدری ببرک ارغند روستای ارغندهِ ولسوالی پغمان ولایت کابل است؛ این روستا در بیست کیلومتری شهر کابل قرار دارد. خانوادهٔ پدری‌ او از ریشه سلیمانخیل و از شاخهٔ ستانکزایی می‌باشند که همان ارغند یوال‌های امروزی محسوب می‌شوند. تخلص موصوف نیز در همین واژه ریشه دارد.
اجداد مادری موصوف با پانصد فامیل از اقارب و خویشاوندان خود، در زمان زمام‌داری احمدشاه بابا بنا بر دلایل سیاسی از سمرقند و بخارا به افغانستان کوچیدند و پس از توافق شاه مذکور، در منطقهٔ کوهدامن شمالی، به خاطر مطبوع بودن آب و هوای آن  سکونت کردند. احمد شاه بابا به رئیس این خانواده لقب «نواب» اعطا کرده است و به همین دلیل خانواده مادری وی «نوابی» تخلص می‌کنند.

## آموزش
ببرک ارغند دوره ابتدایی و متوسط خود را در ولایت بلخ و دوره عالیه را در لیسه حبیبیه کابل به اتمام رساند. وی دانشکدهٔ ادبیات و علوم انسانی را در کابل به پایان رسانده و دکترای خود را در رشتهٔ روزنامه‌نگاری از دانشگاه صوفیهِ بلغارستان دریافت کرده است.

## آتار هنری
آثار هنری مشهور ببرک ارغند «پهلوان مراد و اسبی که اصیل نبود» و «کفتربازان» است. رُمان «پهلوان مراد و اسبی که اصیل نبود» ، در سال (۱۳۸۶)خورشیدی تجدید چاپ شد.
آثار داستانی موصوف را به صورت کل می‌شود به دو بخش جدا نمود: آثار قبل از مهاجرت و آثار بعد از مهاجرت.

### آثار قبل از مهاجرت (به اروپا)
1. دشت الوان، مجموعهٔ داستانهای کوتاه.
2. دفترچهٔ سرخ، مجموعهٔ داستانهای کوتاه.
3. مرجان، مجموعهٔ داستانهای کوتاه.
4. شوراب، داستان بلند.
5. حق خدا حق همسایه، داستان بلند.
6. اندوه، داستان بلندکه اقبال چاپِ مستقل و جداگانه را نیافت و در پاورقی‌های روزنامهٔ انیس آن زمان باقی ماند.
7. راه سرخ، داستان بلند.
8. مردانِ مسلح، نمایشنامه (در ستیژ کابل ننداری به نمایش درآمد).
9. آدمها، نمایشنامه.

داستانهای کوتاهِ «مردی که حامله بود»، «صبحگاه در خانهٔ قنات»، «کوچه‌های آتش گرفته» تعداد دیگر از نوشته‌های وی در مطبوعات کشور به صورت پراکنده به چاپ رسیده‌اند. تعداد دیگر از داستانهای کوتاهش به‌طور مثال: «میرزا و دوستش حمزه»، «حافظ من و زمزمه»، «خواستم پشک داشته باشم» و داستانِ «فیروزه بانو» در گیرو دار حوادث و جنگهای داخلی کشور از میان رفته‌اند.

### آثار بعد از مهاجرت
1. داستانهای کوتاهِ «شهرِ شکسته»، «و سوم این که»، «سایه»، «آیینه و خنجر»، «کلید هفتم «، «یلدا»، «شراره»، «مرغ آمین» و «سازها و آوازها» که تعدادی از این نوشته‌ها به شیوهٔ رئالیسم جادویی نگارش یافته‌اند.
2. «پهلوان مراد واسپی که اصیل نبود»، رمانی با ۴۲۷ صفحه
3. «کفتربازان»، رمانی با ۴۵۰صفحه
4. «سفرِ پرندگانِ بی بال» رمانی با ۴۶۵ صفحه

فیلم هنری لحظه‌ها بر اساس داستان همین نویسنده روی نوار آمده است. ۱۴- «لبخندِ شیطان» رمُان دوجلدی در (۱۱۴۹) صفحه؛
۱۵- «خانواده ما»، رمان در ...صفحه.

## درگذشت
ارغند از ناگزیری در سال ۱۳۷۰ ترک افغانستان نموده در کشور هلند اقامت گزید. وی به تاریخ ۲۲ اوت سال ۲۰۱۹ در اثر بیماری که درگیرش بود در سن ۷۳ سالگی در هلند درگذشت.